# David di Donatello 1963
La cerimonia di premiazione dell'8ª edizione dei David di Donatello si è svolta il 28 luglio 1963 al teatro antico di Taormina.

## Vincitori
Miglior regista
- Vittorio De Sica - I sequestrati di Altona

Migliore produttore
- Goffredo Lombardo  - Il Gattopardo (ex aequo)
- Gaumont, Trianon, Ultra Film - Uno dei tre (ex aequo)

Migliore attrice protagonista
- Gina Lollobrigida  - Venere imperiale (ex aequo)
- Silvana Mangano  - Il processo di Verona (ex aequo)

Migliore attore protagonista
- Vittorio Gassman - Il sorpasso

Migliore attrice straniera
- Geraldine Page - La dolce ala della giovinezza (Sweet Bird of Youth)

Migliore attore straniero
- Gregory Peck  - Il buio oltre la siepe (To Kill a Mockingbird)

Miglior film straniero
- Il giorno più lungo (The Longest Day), regia di Darryl F. Zanuck

Targa d'oro
- Monica Vitti, per la sua interpretazione in: Le quattro verità (Les quatre vérités); regia di Alessandro Blasetti, Hervé Bromberger, René Clair e Luis García Berlanga
- Antoine Lartigue, per la sua interpretazione (uno dei bambini) in: La guerra dei bottoni (La Guerre des boutons); regia di Yves Robert
- Alessandro Blasetti, per l'insieme dei suoi film